# Madres paralelas
Madres paralelas es una película española dramática del 2021, escrita y dirigida por Pedro Almodóvar, protagonizada por Penélope Cruz, Milena Smit, Israel Elejalde y la participación especial de Aitana Sánchez-Gijón y Rossy de Palma.
Tuvo su estreno como película inaugural del 78.º Festival Internacional de Cine de Venecia el 1 de septiembre de 2021 donde Penélope Cruz fue galardonada con la Copa Volpi a la Mejor Actriz . Fue estrenada en cines en España el 8 de octubre de 2021 por Sony Pictures Releasing International. También estaba programada para ser la película de clausura del Festival de Cine de Nueva York de 2021 el mismo día.
La película obtuvo dos nominaciones en los Premios Oscar de 2022, Mejor Actriz para Penélope Cruz y Mejor Banda Sonora Original para Alberto Iglesias.

## Reparto
- Penélope Cruz como Janis Martínez Moreno
- Milena Smit como Ana Manso Ferreras
- Israel Elejalde como Arturo
- Aitana Sánchez-Gijón como Teresa Ferreras
- Rossy de Palma como Elena
- Julieta Serrano como Brígida
- Ainhoa Santamaría como cuidadora de guardería

## Producción
En febrero de 2021 se anunció que Pedro Almodóvar estaba preparando su nueva película titulada Madres paralelas, con un elenco encabezado por Penélope Cruz, Aitana Sánchez-Gijón, Milena Smit, Israel Elejalde, Rossy de Palma y Julieta Serrano. En abril se anunció el fichaje de Daniela Santiago para la película. En agosto, se anunció el cameo de la deportista olímpica Ana Peleteiro en la película.
El rodaje comenzó el 21 de marzo de 2021 en Madrid y concluyó el 26 de mayo de 2021.
En junio de 2021 se confirmó la fecha de estreno de la película en cines, el 10 de septiembre del mismo año.
La fotografía en primer plano comentada por Penélope Cruz en la que hace referencia a su madre y a ella misma como bebé en Ibiza fue tomada por el reconocido fotógrafo catalán Oriol Maspons en Dalt Vila, Ibiza, en verano de 1976. El archivo de este artista está representado por la prestigiosa galería de Blanca Berlín en Madrid y por Photographic Social Vision Foundation en Barcelona.[cita requerida]

## Lanzamiento
El 4 de febrero de 2021, Pathé adquirió los derechos de distribución de la película en el Reino Unido.  El 23 de abril de 2021, Sony Pictures Classics adquirió los derechos de distribución de la película en Estados Unidos, Australia y Nueva Zelanda. La película tuvo su estreno mundial en el 78.º Festival Internacional de Cine de Venecia el 1 de septiembre de 2021. Su lanzamiento en los Estados Unidos tuvo lugar el 24 de diciembre de 2021.[cita requerida]
Su póster de estreno en cines, con un pezón lactante, se eliminó de Instagram, debido a sus reglas con respecto a la desnudez. La decisión fue criticada por el movimiento "Libera el pezón", lo que llevó a una disculpa de Instagram.
En España, su lanzamiento se planeó para que coincidiera con el Festival Internacional de Cine de San Sebastián 2021, es decir, el viernes, 10 de septiembre, exactamente seis días antes del inicio oficial del certamen.
Más tarde se comunicó un cambio de fecha, y se trasladó la fecha del estreno definitivo en salas españolas al 8 de octubre. Tal y como lo comunicaron la productora El Deseo y el hermano del cineasta, Agustín Almodóvar.

## Premios y nominaciones
94.ª edición de los Premios Óscar
| Categoría          | Nominada         | Resultado |
| ------------------ | ---------------- | --------- |
| Mejor actriz       | Penélope Cruz    | Nominada  |
| Mejor banda sonora | Alberto Iglesias | Nominado  |

Festival Internacional de Cine de Venecia
| Categoría                    | Nominada        | Resultado |
| ---------------------------- | --------------- | --------- |
| León de Oro                  | Pedro Almodóvar | Nominado  |
| Copa Volpi a la mejor actriz | Penélope Cruz   | Ganadora  |

Premios de la Asociación de Críticos de Los Ángeles
| Categoría          | Nominada         | Resultado |
| ------------------ | ---------------- | --------- |
| Mejor actriz       | Penélope Cruz    | Ganadora  |
| Mejor banda sonora | Alberto Iglesias | Ganador   |

Premios Satellite
| Categoría                    | Nominada         | Resultado |
| ---------------------------- | ---------------- | --------- |
| Mejor actriz en una película | Penélope Cruz    | Nominada  |
| Mejor guion original         | Pedro Almodóvar  | Nominado  |
| Mejor banda sonora original  | Alberto Iglesias | Nominado  |

36.ª edición de los Premios Goya
| Categoría                 | Nominados                               | Resultado |
| ------------------------- | --------------------------------------- | --------- |
| Mejor película            | Mejor película                          | Nominada  |
| Mejor dirección           | Pedro Almodóvar                         | Nominada  |
| Mejor actriz              | Penélope Cruz                           | Nominada  |
| Mejor actriz de reparto   | Milena Smit                             | Nominada  |
| Mejor actriz de reparto   | Aitana Sánchez-Gijón                    | Nominada  |
| Mejor fotografía          | José Luis Alcaine                       | Nominada  |
| Mejor dirección artística | Antxón Gómez                            | Nominado  |
| Mejor sonido              | Sergio Bürmann Laia Casanovas Marc Orts | Nominados |

9.ª edición de los Premios Feroz
| Categoría               | Nominados              | Resultado |
| ----------------------- | ---------------------- | --------- |
| Mejor película - Drama  | Mejor película - Drama | Nominada  |
| Mejor dirección         | Pedro Almodóvar        | Nominado  |
| Mejor actriz            | Penélope Cruz          | Nominada  |
| Mejor actriz de reparto | Milena Smit            | Nominada  |
| Mejor actriz de reparto | Aitana Sánchez-Gijón   | Ganadora  |
| Mejor música original   | Alberto Iglesias       | Ganador   |
| Mejor tráiler           | Alberto Leal           | Nominado  |
| Mejor cartel            | Javier Jaén            | Ganador   |

27.ª edición de los Premios Forqué
| Categoría                                    | Nominados                                    | Resultado |
| -------------------------------------------- | -------------------------------------------- | --------- |
| Mejor largometraje de ficción y/o animación  | Mejor largometraje de ficción y/o animación  | Nominada  |
| Mejor interpretación femenina                | Penélope Cruz                                | Nominada  |
| Premio Forqué en Cine y Educación en Valores | Premio Forqué en Cine y Educación en Valores | Nominada  |

79.ª edición de los Premios Globos de Oro
| Categoría                           | Nominados                           | Resultado |
| ----------------------------------- | ----------------------------------- | --------- |
| Mejor película en lengua no inglesa | Mejor película en lengua no inglesa | Nominada  |
| Mejor banda sonora                  | Alberto Iglesias                    | Nominado  |

Premios Platino IX Edición 2022
| Categoría                                             | Nominados            | Resultado |
| ----------------------------------------------------- | -------------------- | --------- |
| Mejor película                                        |                      | Nominado  |
| Mejor dirección                                       | Pedro Almodóvar      | Nominado  |
| Mejor interpretación femenina                         | Penélope Cruz        | Nominada  |
| Mejor interpretación femenina de reparto              | Aitana Sánchez-Gijón | Ganadora  |
| Mejor interpretación femenina de reparto              | Milena Smit          | Nominada  |
| Mejor música original                                 | Alberto Iglesias     | Ganador   |
| Mejor dirección de arte                               | Antxón Gómez         | Ganador   |
| Premio del Público a la mejor película                |                      | Ganadora  |
| Premio del Público a la mejor interpretación femenina | Penélope Cruz        | Ganadora  |

Premios BAFTA
| Categoría                          | Nominada | Resultado |
| ---------------------------------- | -------- | --------- |
| Mejor película de habla no inglesa |          | Nominada  |

Premios César
| Categoría                 | Nominada | Resultado |
| ------------------------- | -------- | --------- |
| Mejor película extranjera |          | Nominada  |

Medallas del Círculo de Escritores Cinematográficos
| Categoría                 | Nominados         | Resultado |
| ------------------------- | ----------------- | --------- |
| Mejor director            | Pedro Almodóvar   | Nominado  |
| Mejor actriz protagonista | Penélope Cruz     | Nominada  |
| Mejor actriz de reparto   | Milena Smit       | Nominada  |
| Mejor fotografía          | José Luis Alcaine | Nominado  |
| Mejor música              | Alberto Iglesias  | Nominado  |
| Mejor montaje             | Teresa Font       | Nominada  |

Premios HOY Magazine
| Categoría                     | Nominada      | Resultado |
| ----------------------------- | ------------- | --------- |
| Mejor película del año        |               | Ganadora  |
| Mejor interpretación femenina | Penélope Cruz | Ganadora  |

Hollywood Music in Media Awards 2021
| Categoría                                        | Nominada         | Resultado |
| ------------------------------------------------ | ---------------- | --------- |
| Mejor música original en una película extranjera | Alberto Iglesias | Ganador   |

Premios CYGNUS de Cine Solidario - Universidad Alcalá de Henares 2021
| Categoría                     | Nominada         | Resultado |
| ----------------------------- | ---------------- | --------- |
| Mejor música original         | Alberto Iglesias | Ganador   |
| Mejor interpretación femenina | Rossy de Palma   | Ganador   |

Key West Film Festival 2021
| Categoría      | Nominada | Resultado |
| -------------- | -------- | --------- |
| Mejor película |          | Ganador   |

Chicago Indie Film Critics 2021
| Categoría                 | Nominada | Resultado |
| ------------------------- | -------- | --------- |
| Mejor película extranjera |          | Ganador   |

National Society of Film Critics 2021
| Categoría                 | Nominada        | Resultado |
| ------------------------- | --------------- | --------- |
| Mejor actriz protagonista | Penélope Cruz   | Ganadora  |
| Mejor Guion               | Pedro Almodóvar | Nominado  |

San Diego Film Critics Society 2021
| Categoría                 | Nominada      | Resultado |
| ------------------------- | ------------- | --------- |
| Mejor película extranjera |               | Ganadora  |
| Mejor actriz protagonista | Penélope Cruz | Ganadora  |

Dorian Awards 2021
| Categoría              | Nominada        | Resultado |
| ---------------------- | --------------- | --------- |
| Wilde Artist Award     | Pedro Almodóvar | Ganador   |
| Mejor película LGBTIQ+ |                 | Ganadora  |

Latino Entertainment Journalists Association (LEJA) 2021
| Categoría                 | Nominada      | Resultado |
| ------------------------- | ------------- | --------- |
| Mejor película extranjera |               | Ganadora  |
| Mejor actriz protagonista | Penélope Cruz | Ganadora  |

International Film Society Critics Awards 2021
| Categoría             | Nominada         | Resultado |
| --------------------- | ---------------- | --------- |
| Mejor música original | Alberto Iglesias | Ganador   |

International Cinephile Society - ICS Awards 2021
| Categoría             | Nominada         | Resultado |
| --------------------- | ---------------- | --------- |
| Mejor actriz          | Penélope Cruz    | Nominada  |
| Mejor música original | Alberto Iglesias | Nominado  |

London Film Critics' Circle 2021
| Categoría                 | Nominada      | Resultado |
| ------------------------- | ------------- | --------- |
| Mejor actriz protagonista | Penélope Cruz | Nominada  |

Círculo de Críticos de Cine del Área de la Bahía de San Francisco 2022
| Categoría                 | Nominada | Resultado |
| ------------------------- | -------- | --------- |
| Mejor película extranjera |          | Nominada  |

Premios Independent Spirit 2022
| Categoría                    | Nominada | Resultado |
| ---------------------------- | -------- | --------- |
| Mejor película internacional |          | Nominada  |

Premios AACTA - Premios de la Academia Australiana de Cine y Televisión 2022
| Categoría                 | Nominada      | Resultado |
| ------------------------- | ------------- | --------- |
| Mejor actriz protagonista | Penélope Cruz | Nominada  |

Detroit Film Critics Society
| Categoría            | Nominada        | Resultado |
| -------------------- | --------------- | --------- |
| Mejor guion original | Pedro Almodóvar | Nominado  |

Houston Film Critics Society
| Categoría                 | Nominada      | Resultado |
| ------------------------- | ------------- | --------- |
| Mejor película            |               | Nominada  |
| Mejor película extranjera |               | Nominada  |
| Mejor actriz protagonista | Penélope Cruz | Nominada  |

Asociación de Críticos de Cine de Austin
| Categoría                    | Nominada      | Resultado |
| ---------------------------- | ------------- | --------- |
| Mejor película internacional |               | Nominada  |
| Mejor actriz protagonista    | Penélope Cruz | Nominada  |

The Chicago Indie Critics Awards
| Categoría                 | Nominada | Resultado |
| ------------------------- | -------- | --------- |
| Mejor película extranjera |          | Nominada  |

## Distinciones
- Festival Internacional de Cine de Venecia 2021: Sección oficial a concurso (film inaugural)
- Festival de Cine de Nueva York 2021: Sección oficial a concurso (film clausural)
- Premio César 2022: Nominada al César a la mejor película extranjera.[13]
- Premio BAFTA 2022: Nominada al BAFTA a mejor película de habla no inglesa.[14]